# استافیلوکوک لنتوس

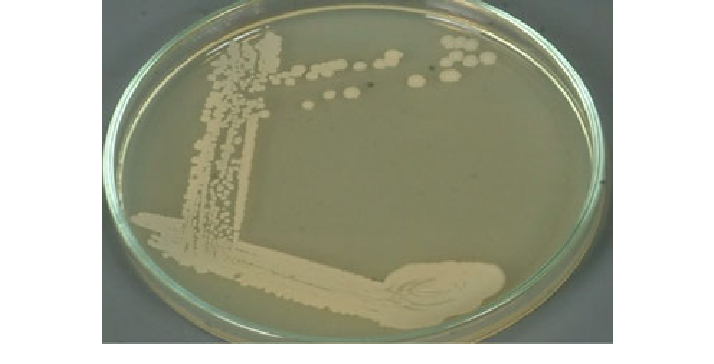
رنگ‌آمیزی گرم از استافیلوکوک لنتوس

استافیلوکوکوس لنتوس (نام علمی: Staphylococcus lentus)، باکتری کروی شکل، گرم مثبت، اکسیداز مثبت و کواگولاز منفی از جنس استافیلوکوک است که به صورت انگل یا ساپروفیت در محیط‌های مختلف یافت می‌شود. این گونه ابتدا در سال ۱۹۸۳ به عنوان زیرگونه‌ای از استافیلوکوک سشیوری (S. sciuri) شناخته می‌شد، اما مطالعات بعدی تفاوت‌های فنوتیپی و ژنتیکی آن را مشخص کرد.

## ویژگی‌های میکروبیولوژیک
استافیلوکوک لنتوس در مقایسه با دیگر زیرگونه‌های S. sciuri، توانایی منحصر به فردی در متابولیسم رافینوز (تری ساکارید) دارد که به عنوان معیاری کلیدی در تفریق آن از گونه‌های مشابه استفاده می‌شود. این باکتری در محیط کشت آگار خوندار کلنی‌های سفید تا کرم رنگ با هاله همولیز جزئی ایجاد می‌کند و در دمای ۳۷ درجه سانتیگراد رشد بهینه دارد.  

### مقاومت آنتی‌بیوتیکی
برخی سویه‌های این باکتری حامل ژن‌های مقاومت به متسیلین (mecA) هستند که آن‌ها را به عنوان مخازن بالقوه مقاومت آنتی‌بیوتیکی در محیط‌های بالینی مطرح می‌کند.

## کاربردهای بیوتکنولوژیک
سویه S. lentus SLKr1 به دلیل تولید آنزیم کراتیناز با فعالیت کراتینولیتیکی بالا شناخته شده است. این آنزیم قادر به تجزیه کراتین (پروتئین ساختاری در مو و پشم) به پپتیدها و اسیدهای آمینه است و در صنایع تولید خوراک دام، بازیافت ضایعات کشاورزی و ساخت محصولات آرایشی کاربرد دارد.

## اکولوژی و بیماری‌زایی
این باکتری به صورت گسترده در پوست و مخاطات حیوانات مزرعه (مانند گاو و طیور) و محیط‌های خاکی یافت می‌شود. اگرچه به طور معمول غیربیماری‌زا محسوب می‌شود، اما در افراد دارای نقص ایمنی ممکن است موجب عفونت‌های فرصت طلب مانند التهاب پوستی یا باکتریمی شود.